# Асти (тракийско племе)
Вижте пояснителната страница за други значения на Асти.
Астите (на гръцки: Αστοί, Asti) са едно от племената, обособяващи Одриското царство. След разпадането му (около IV век пр. Хр.) астите се обособяват като отделен етноним. Територията на племето се простира в ареала на реките Арда, Марица, Тунджа; между Странджа планина и Хемус, достигаща до Черно море (Бургаско). Предполага се, че ядрото на астите е град Марса (днешен Хасково). По-късно племето нарича територията на днешна Странджа на свое име – Астика.